# Gonzaga University

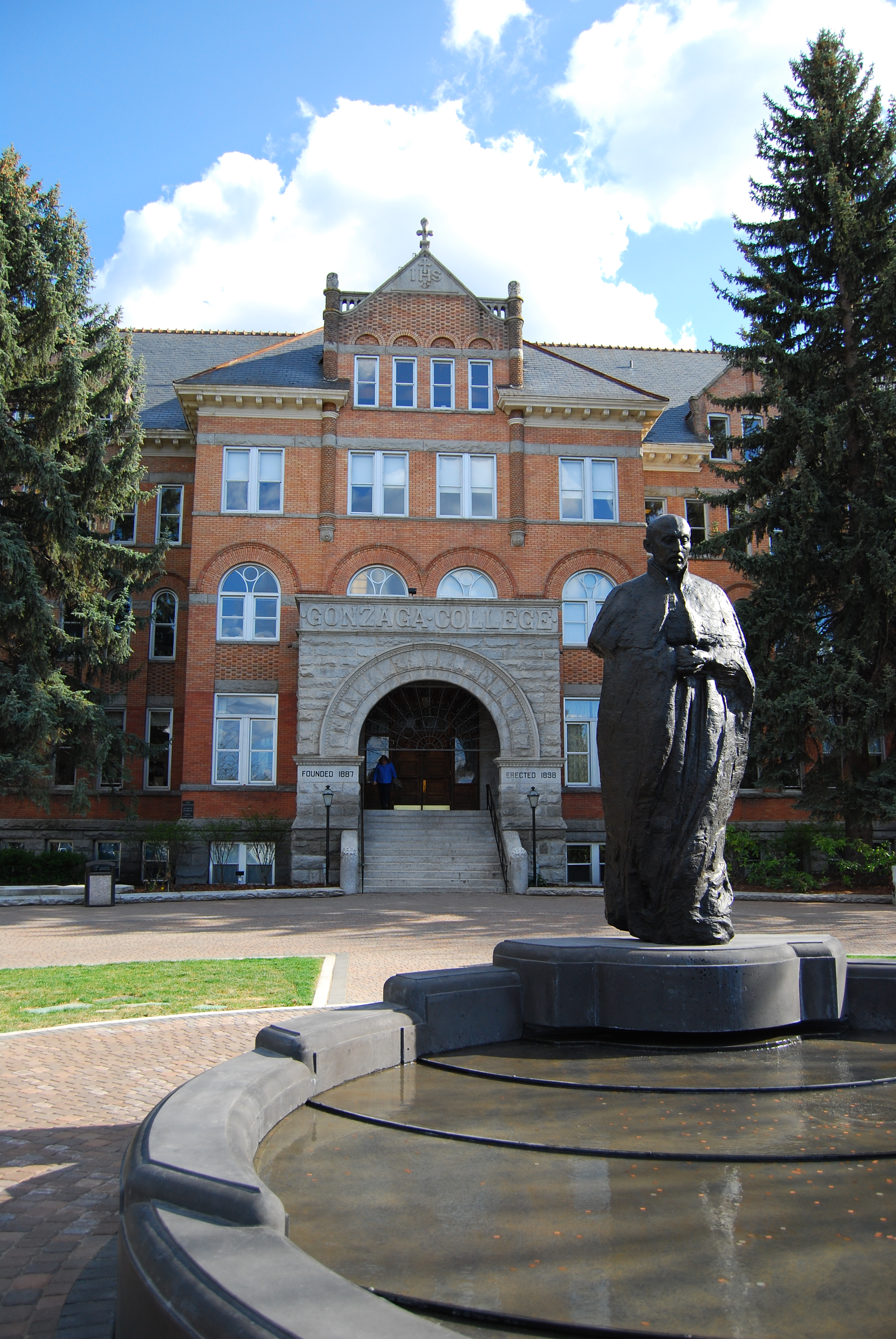
Haupteingang des Administration Building

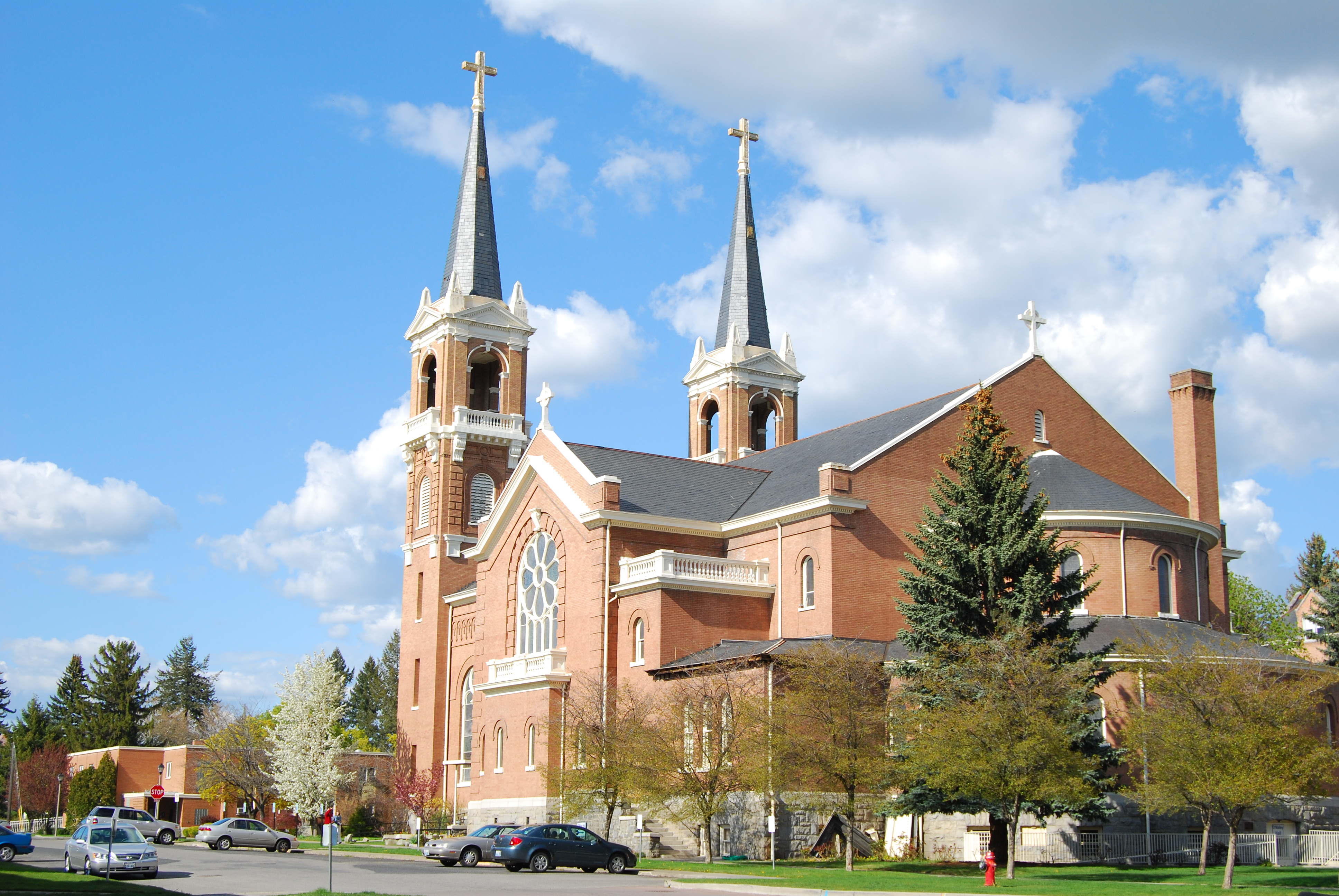
St. Aloysius Church auf dem Campus

Die Gonzaga University ist eine Privatuniversität in Spokane im US-Bundesstaat Washington. Sie ist eine Jesuitenuniversität und eine von 28 Mitglieduniversitäten der Association of Jesuit Colleges and Universities.

## Geschichte
Die Gründung erfolgte im Jahr 1887 durch Vater Joseph Cataldo, einem aus Italien stammenden Priester. Die Universität ist nach Aloisius von Gonzaga benannt.

## Zahlen zu den Studierenden, den Dozenten und zum Vermögen

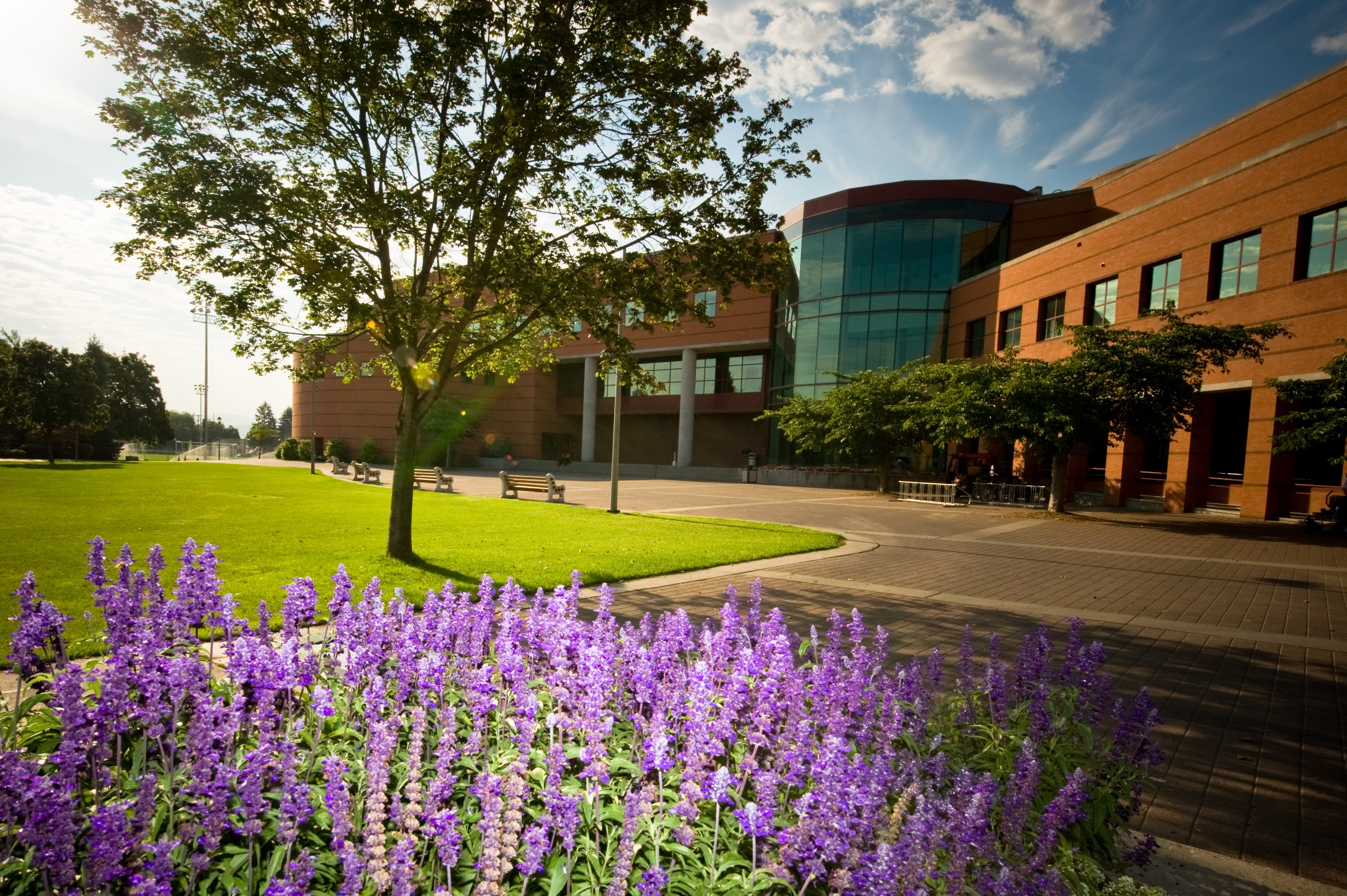
Bibliothek der Universität (Foley Center Library, 2008)

Im Herbst 2021 waren 7.295 Studierende an der Gonzaga University eingeschrieben. Im Herbst 2020 waren es 7.381. Davon strebten 4.852 (66,5 %) ihren ersten Studienabschluss an, sie waren also undergraduates. Von diesen waren 53 % weiblich und 47 % männlich; 6 % bezeichneten sich als asiatisch, 1 % als schwarz/afroamerikanisch, 11 % als Hispanic/Latino und 70 % als weiß. 2.443 (33,5 %) arbeiteten auf einen weiteren Abschluss hin, sie waren graduates. Es lehrten 741 Dozenten an der Universität, davon 445 in Vollzeit und 296 in Teilzeit. 2006 waren 6.375 Studierende immatrikuliert, 2010 waren es 7.637.
Der Wert des Stiftungsvermögens der Universität lag 2021 bei 417,7 Mio. US-Dollar und damit 35,5 % höher als im Jahr 2020, in dem es 308,2 Mio. US-Dollar betragen hatte.

## Sport
Die Sportteams werden die Bulldogs genannt. Die Hochschule ist Mitglied in der West Coast Conference. Durch ihr Basketballteam ist die kleine Hochschule im ganzen Land ein Begriff. So hat die Gonzaga University auch mehrere NBA-Spieler hervorgebracht.

## Persönlichkeiten

### Basketballspieler
- Brandon Clarke
- Zach Collins
- Austin Daye
- Kyle Dranginis
- Sonja Greinacher
- Rui Hachimura
- Quentin Hall
- Elias Harris
- Chet Holmgren
- Przemysław Karnowski
- Corey Kispert
- Mathis Mönninghoff
- Adam Morrison
- Kelly Olynyk
- Domantas Sabonis
- Douglas Spradley
- Emma Stach
- David Stockton
- John Stockton
- Jalen Suggs
- Ronny Turiaf
- Courtney Vandersloot
- Joe Whitney

### American-Football-Spieler
- Marion Ashmore
- Tony Canadeo
- Ray Flaherty

### Sonstige
- Sherman Alexie – Schriftsteller
- Jason Bay – Baseballspieler
- Brian Ching – Fußballspieler
- Bing Crosby – Sänger und Schauspieler
- Tom Foley – Politiker, unter anderem langjähriger Vorsitzender des US-Repräsentantenhauses
- Christine Gregoire – Gouverneurin von Washington